# Miss Marzo
Miss Marzo è un film commedia del 2009 diretto da Zach Cregger e Trevor Moore, stelle dello show ICF The Whitest Kids U' Know. Il film è stato distribuito negli Stati Uniti d'America il 13 marzo 2009, mentre in Italia è arrivato il 3 luglio dello stesso anno.

## Trama
Il film è centrato su un viaggio verso la Playboy Mansion. Eugene Bell si è appena svegliato da quattro anni di coma e ha scoperto che la sua fidanzata dei tempi del liceo è diventata una Playmate di Playboy. Lui ed il suo amico Tucker Cleigh si sono imbarcati in una serie di peripezie per arrivare alla Mansion, incontrando il famoso rapper Stallone Megapacco e la ragazza dei sogni di Eugene.

## Critica
Il film ha ricevuto molte recensioni negative. Rotten Tomatoes ha riportato che solo il 4% del pubblico ha rilasciato commenti positivi sulla pellicola, basandosi su 51 spettatori, che gli hanno dato un voto medio di 2,5 su 10. Metacritic, che ha normalizzato il numero degli intervistati, portandolo a 100: il film ha ricevuto una media del 7, nonostante il sito abbia espresso il suo disappunto.
James Berardinelli, critico cinematografico online, ha dichiarato: "Questo è male. Non male in un modo che potrebbe essere divertente da vedere ubriachi. Male in un modo che solo la morte ne può dare l'immunità. Dimenticate il waterboarding - mostrare Miss Marzo ai detenuti di Guantanamo e loro diranno ogni cosa". Tom O'Neil, critico del Los Angeles Times, ha risposto citando questo film alla domanda su quali fossero le peggiori pellicole dell'anno. Hugh Hefner è stato candidato ai Razzie Awards 2009 come peggior attore non protagonista.

## Box office
Nella prima settimana dell'uscita statunitense del film, ha incassato 2,4 milioni di dollari, che ha classificato la pellicola al decimo posto tra quelle maggiormente viste della settimana. Al 15 aprile 2009, il film ha ottenuto un incasso di 4,54 milioni di dollari, tra Stati Uniti e Canada.